# UTC+3:30
UTC+3:30 je vremenska zona koja se koristi:

## Iransko standardno vrijeme
- Iran

## Vanjske poveznice
- Gradovi u vremenskoj zoni UTC+3:30